# Koekangerveld
Koekangerveld est un village néerlandais de la commune de De Wolden, situé dans la province de Drenthe. Le 1er janvier 2008, la population s'élevait à 123 habitants.